# Afenginn
Afenginn – duński zespół wykonujący muzykę folkową z elementami rocka. 
Ich debiutancki album, Retrograd, spotkał się z ciepłym przyjęciem w całej Skandynawii, został również wyróżniony podczas ceremonii rozdania nagród Danish World Awards. Materiał pochodzący z płyty wykorzystany został również w filmie dokumentalnym Elgen kommer. Począwszy od swojego debiutu, 24 maja 2002, w kopenhaskim klubie Dragens Hule, zespół, słynący z żywiołowego zachowania na scenie, dał przeszło 200 koncertów, głównie w rodzinnej Danii, ale również w Szwecji, Norwegii, Estonii, Belgii, Szwajcarii, Niemczech oraz na Wyspach Owczych. W styczniu 2007 grupa, w ramach projektu artystycznego Copenhagen-New York, zagrała dwa koncerty w Nowym Jorku.
W 2006 roku z zespołu odszedł dotychczasowy basista, Andrzej Krejniuk. Wyboru jego następcy dokonano podczas pierwszego koncertu promującego najnowszą płytę zespołu, album Akrobakkus.
Muzyka grana przez Afenginn, ze względu na swoją różnorodność, nie daje się scharakteryzować w kilku zdaniach. Muzycy czerpią z różnych źródeł muzycznych, w ich dorobku odnaleźć można zarówno sentymentalnie brzmiące pieśni skandynawskie, jak i, przeplatające się z nimi, żywiołowe elementy zaczerpnięte z muzyki kozaków i tatarów. Pewnym zaskoczeniem dla polskich fanów może być pochodząca z ostatniej płyty zespołu melodia Kaszubstep, skomponowana przez basistę, Andrzeja Krejniuka. Sami muzycy twierdzą, że ich muzykę można określić mianem "bastard-ethno".

## Aktualny skład
- Kim Nyberg - mandolina
- Rasmus Krøyer - klarnet
- Niels Skovmand - skrzypce
- Aske Jacoby - gitara basowa
- Rune Kofoed - perkusja

## Dyskografia
- 2003 Tivoli Invaliid (demo)
- 2004 Retrograd
- 2006 Akrobakkus
- 2008 Reptilica Polaris